# Proteína reguladora
Proteína reguladora é um termo utilizado em genética para descrever uma proteína que está envolvida em processos de regulação da expressão genética. Em bactérias, os sinais provenientes do meio extracelular atuam, direta ou indiretamente, sobre proteínas regulatórias capazes de se ligar ao DNA. Essas proteínas reconhecem sítios de ligação com sequências específicas no DNA próximo dos genes cuja transcrição será controlada por elas. Em qualquer caso, de alguma forma, tais proteínas regulam o funcionamento da RNA polimerase.